# (26099) 1989 WH
(26099) 1989 WH là một tiểu hành tinh vành đai chính. Nó được phát hiện bởi Yoshiaki Oshima ở Gekko Observatory ở Shizuoka Prefecture of Nhật Bản, ngày 20 tháng 11 năm 1989.